# Dechantskirchen
Dechantskirchen – gmina w Austrii, w kraju związkowym Styrii, w powiecie Hartberg-Fürstenfeld. Do 31 grudnia 2012 należała do powiatu Hartberg.